# Alice Canepa
Alice Canepa (Finale Ligure, 30 april 1978) is een voormalig tennisspeelster uit Italië. Zij begon met tennis toen zij zeven jaar oud was. Haar favoriete ondergrond is gravel. Zij was actief in het proftennis van 1994 tot en met 2007.

## Loopbaan

### Enkelspel
Canepa debuteerde in 1993 op het ITF-toernooi van Marina di Massa (Italië). Zij stond in 1997 voor het eerst in een finale, op het ITF-toernooi van Mallorca (Spanje) – hier veroverde zij haar eerste titel, door de Duitse Katrin Kilsch te verslaan. In totaal won zij vijf ITF-titels, de laatste in 2004 in Rome.
In 1995 kwalificeerde Canepa zich voor het eerst voor een WTA-hoofdtoernooi, op het toernooi van Palermo. Zij bereikte er de tweede ronde. Ook in 1999 bereikte zij in Palermo nog een keer de tweede ronde – dat was haar beste resultaat op het WTA-circuit.
Haar hoogste positie op de WTA-ranglijst is de 158e plaats, die zij bereikte in april 2000.

### Dubbelspel
Canepa behaalde in het dubbelspel betere resultaten dan in het enkelspel. Zij debuteerde in 1993 op het ITF-toernooi van Marina di Massa (Italië), samen met landgenote Giulia Casoni – zij veroverde daar meteen haar eerste titel. In totaal won zij negentien ITF-titels, de laatste in 2005 in Rome.
Canepa debuteerde in 1994 bij het WTA-circuit, op het toernooi van Palermo, weer samen met Giulia Casoni – zij stootten meteen door naar de finale, waarin ze werden verslagen door Ruxandra Dragomir en Laura Garrone. Ook in 2006 en 2007 bereikte Canepa nog de finale op het gravel van Palermo. Ze won geen WTA-toernooien.
Haar beste resultaat op de grandslamtoernooien is het bereiken van de tweede ronde. Haar hoogste positie op de WTA-ranglijst is de 93e plaats, die zij bereikte in september 2000.

## Posities op deWTA-ranglijst
Positie per einde seizoen:
| jaar | rang enkelspel | rang dubbelspel |
| ---- | -------------- | --------------- |
| 2007 | 731            | 276             |
| 2006 | 298            | 286             |
| 2005 | 226            | 398             |
| 2004 | 181            | 290             |
| 2003 | 331            | 197             |
| 2002 | 692            | 421             |
| 2001 | 452            | 289             |
| 2000 | 195            | 101             |
| 1999 | 183            | 130             |
| 1998 | 216            | 122             |
| 1997 | 243            | 430             |
| 1996 | 341            | 188             |
| 1995 | 313            | 195             |
| 1994 | 424            | 181             |

## Palmares
| Legenda                | Legenda                  |
| ---------------------- | ------------------------ |
| Grandslamtoernooi      |                          |
| Olympische Spelen      |                          |
| Year-End Championships |                          |
| tot 2009               | 2009 – 2020 / vanaf 2021 |
| Tier I                 | Premier Mandatory        |
| Tier II                | Premier Five / WTA 1000  |
| Tier III               | Premier / WTA 500        |
| Tier IV & V            | International / WTA 250  |
|                        | Challenger / WTA 125     |

### WTA-finaleplaatsen damesdubbelspel
| nr.              | finale     | toernooi    | ondergrond | partner       | tegenstandsters                     | score    |         |
| ---------------- | ---------- | ----------- | ---------- | ------------- | ----------------------------------- | -------- | ------- |
| verloren finales |            |             |            |               |                                     |          |         |
| 1.               | 1994-07-10 | WTA Palermo | gravel     | Giulia Casoni | Ruxandra Dragomir Laura Garrone     | 1-6, 0-6 | details |
| 2.               | 2006-07-23 | WTA Palermo | gravel     | Giulia Gabba  | Janette Husárová Michaëlla Krajicek | 0-6, 0-6 | details |
| 3.               | 2007-07-22 | WTA Palermo | gravel     | Karin Knapp   | Marija Koryttseva Darija Koestova   | 4-6, 1-6 | details |

## Resultaten grandslamtoernooien
| Legenda | Legenda                          |
| ------- | -------------------------------- |
| g.t.    | geen toernooi gehouden           |
| l.c.    | lagere categorie                 |
| –       | niet deelgenomen                 |
| G       | uitgeschakeld in de groepsfase   |
| 1R      | uitgeschakeld in de eerste ronde |
| 2R      | uitgeschakeld in de tweede ronde |
| 3R      | uitgeschakeld in de derde ronde  |
| 4R      | uitgeschakeld in de vierde ronde |
| KF      | uitgeschakeld in de kwartfinale  |
| HF      | uitgeschakeld in de halve finale |
| F       | de finale verloren               |
| W       | het toernooi gewonnen            |
| w-v     | winst/verlies-balans             |

### Enkelspel
| Toernooi        | 1999 | 2000 | 2001 |    | 2003 |
| --------------- | ---- | ---- | ---- | -- | ---- |
| Australian Open | 1R   | –    | 2R   | 2R |      |
| Roland Garros   | –    | 2R   | –    | –  |      |
| Wimbledon       | –    | 1R   | –    | –  |      |
| US Open         | –    | 2R   | –    | –  |      |